# Biville-sur-Mer
Biville-sur-Mer település Franciaországban, Seine-Maritime megyében. Lakosainak száma 844 fő (2018. január 1.). Biville-sur-Mer Assigny, Brunville, Penly és Tocqueville-sur-Eu községekkel határos.

## Népesség
A település népességének változása:
| Lakosok száma | 287  | 323  | 344  | 524  | 547  | 660  | 792  | 801  | 841  | 844  |
|               | 1962 | 1968 | 1975 | 1982 | 1990 | 2008 | 2013 | 2015 | 2017 | 2018 |